# 中俄勘分西北界约记
《中俄勘分西北界约记》，亦稱《塔城议定书》、《塔城界約》，是俄羅斯帝國與清朝签订的割占大清帝国西北地区领土（今称外西北）的不平等条约。今由於苏联解體，大部分割地今歸屬於中亚各国。

## 背景
這地區之土地原為百多年前於1755年乾隆帝派大軍消滅准噶尔汗国之後為清廷控制，随即，准噶尔灭族，外来人口填充此地。1851年，中俄签订《中俄伊犁塔爾巴哈臺通商章程》。沙俄获得了在伊犁、塔尔巴哈台两地区进行商业贸易。主要有贸易免税、拥有领事裁判权和实质上的租界等特权，从西北陆上打开了中国的大门。

## 历史
1864年（同治三年）10月7日，沙俄代表巴布科夫和扎哈罗夫等，因伊犁危機爆發，沙俄出兵强占外西北大片领土的情况下，援引中俄《北京条约》中有关中俄西段边界走向的原则规定，将文中卡伦曲解为常设卡伦，迫使清钦差勘办西北界事宜大臣明谊等，在塔尔巴哈台（今塔城）签订，共10条。具体划定自沙宾达巴哈山口到浩罕汗国边界为止的边界。就连中俄《北京条约》规定的界湖特穆尔图淖尔（今伊塞克湖）也被划为沙俄的内湖，沙俄由此割占外西北巴尔喀什湖以东、以南和斋桑淖尔（今斋桑泊）南北44万平方公里的领土。條約簽署後，除了中國和外蒙古的邊界外，現代中國北部邊疆已經大致成形。大部分中国哈萨克族的阿巴克克烈部在此时入附。
《塔城议定书》下订有：
- 子约一：科布多界约 1869年8月13日
- 子约二：乌里雅苏台界约 1869年9月4日
- 子约三：塔尔巴哈台界约 1870年8月12日